# فياتشيسلاف كوزنيتسوف
فياتشيسلاف كوزنيتسوف (بالروسية: Кузнецов, Вячеслав Михайлович)‏ (29 يونيو 1962 - 14 أغسطس 2011 في روسيا) هو مدرب كرة قدم ولاعب كرة قدم روسي (وحمل سابقاً جنسية الاتحاد السوفيتي) في مركز الوسط. لعب مع نادي روتور فولغوغراد وإنرجيا فولجسكي ‏ وFC Spartak Yoshkar-Ola ‏ وتكستيلشيك كاميشين ‏ وFC Avangard Kamyshin ‏ وزفيزدا غوروديشتشه ‏.

## وصلات خارجية
- فياتشيسلاف كوزنيتسوف على موقع قاعدة بيانات كرة القدم.إي يو (الإنجليزية)